# Eatonton
Eatonton és una població dels Estats Units a l'estat de Geòrgia. Segons el cens del 2000 tenia 6.764 habitants.

## Demografia
Segons el cens del 2000, Eatonton tenia 6.764 habitants, 2.442 habitatges, i 1.706 famílies. La densitat de població era de 127 habitants/km².
Dels 2.442 habitatges en un 34,9% hi vivien nens de menys de 18 anys, en un 40,4% hi vivien parelles casades, en un 24% dones solteres, i en un 30,1% no eren unitats familiars. En el 26,2% dels habitatges hi vivien persones soles el 10% de les quals corresponia a persones de 65 anys o més que vivien soles. El nombre mitjà de persones vivint en cada habitatge era de 2,66 i el nombre mitjà de persones que vivien en cada família era de 3,2.
Per edats la població es repartia de la següent manera: un 28,5% tenia menys de 18 anys, un 9,8% entre 18 i 24, un 29,3% entre 25 i 44, un 20,3% de 45 a 60 i un 12% 65 anys o més.
L'edat mediana era de 34 anys. Per cada 100 dones de 18 o més anys hi havia 87,9 homes.
La renda mediana per habitatge era de 25.391 $ i la renda mediana per família de 31.571 $. Els homes tenien una renda mediana de 26.703 $ mentre que les dones 20.013 $. La renda per capita de la població era de 12.993 $. Entorn del 20,4% de les famílies i el 25,1% de la població estaven per davall del llindar de pobresa.

## Poblacions més properes
El següent diagrama mostra les poblacions més properes.